# Dudás Illés
Dudás Illés (Nyírkarász, 1942. július 19. – 2021. november 16.) magyar gépészmérnök, egyetemi tanár.

## Életpályája
Középiskolai tanulmányait Kisvárdán végezte, majd a Nehézipari Műszaki Egyetem Gépészmérnöki Karán tanult. 1966-ban, a diploma megszerzése után a Diósgyőri Gépgyárban kezdett el dolgozni, 1983-tól a Miskolci Egyetem oktatója. 1989-től 1992-ig a Gépészmérnöki Kar dékánhelyettese, 1992–2007-ig tanszékvezető, 1992-től egyetemi tanár, 2012-ben emeritálták.
1982-ben kandidátusi (MTA), 1991-ben nagydoktori fokozatot (MTA) ért el a gépészeti tudományok területén. A Miskolci Egyetemen a Sályi István Gépészeti tudományok Doktori Iskola törzstagja, 11 témavezetettje van, közülük hárman szereztek PhD fokozatot. Több szakmai folyóiratnál szerkesztőbizottsági tag: Gépgyártástechnológia (1991–); Borsodi Műszaki Gazdasági Élet (1992–); Gép (1992–).
1992. szeptember 29.–1992. november 25. között tanulmányúton volt a Fraunhofer Intézetekben, Németországban. 2000-ben meghívott ösztöndíjas professzor volt a chicagoi Illinois-i Egyetemen.

## Kutatási területe
Gépészeti tudományok, közelebbről: gépgyártás-technológia, gyártásgeometria, hajtástechnika. Rapid prototyping, CAD/CAM/CAQ/CIM technikák. Környezetbarát technológiák.

## Családja
Dudás Mihály és Orosz Mária házasságából született. Felesége Domján Erzsébet, egy fiú és két leánygyermeküket nevelték fel.

## Főbb publikációi
- Dudás Illés, Lierath Friedhelm, Varga Gyula: Környezetbarát technológiák a gépgyártásban, Forgácsolás szárazon, minimális hűtéssel-kenéssel Műszaki Kiadó, Budapest, 2010, p.: 308, ISBN 978-963-16-6500-0
- Gépgyártás-technológia II., Műszaki Könyvkiadó. 2007, p.: 314. ISBN 963-661-478-4
- Csigahajtások elmélete és gyártása, Műszaki Kiadó, 2007, p.: 335, ISBN 978-963-16-6047-0
- Dudás Illés, Balajti Zsuzsa: 80. Szingularitás és alámetszés elemzése helikoid hajtások felületein, Gépgyártástechnológia. XLVI. évfolyam, 2006. 1-2. szám, 32-36
- Dudás Illés, Varga Gyula: 3D Topography for Environmentally Friendly Machined Surfaces, Journal of Physics: Conference Series 13, 2005., pp.: 24-27., Institute of Physics Publishing, doi: 10.1088/1742-6596/13/1/006
- Gépgyártás-technológia I., Műszaki Könyvkiadó. 2004, p.: 583. ISBN 963-16-4030-2
- Theory and Practice of Worm Drives, Kogan Page US., USA, 2004, p.: 314. ISBN 1-9039-9661-9
- Dudás Illés, Cser Illés: Gépgyártástechnológia IV., Miskolci Egyetemi Kiadó, 2003, p.: 337, ISBN 963-661-629-9
- Gépgyártástechnológia III., Miskolci Egyetemi Kiadó, 2002, p. 539, ISBN 963-661-572-1
- Analysis of the Spiroid Drivings Having New Production Geometry, Publ. Univ. of Miskolc, Production Processes and Systems, Vol 1, Miskolc University Press, 2002, pp. 177–184, HU ISSN 1215-0851
- Theory and Practice of Worm Drives, Penton Press, London, 2000, p.: 314, ISBN 1-8571-8027-5

## Díjak, elismerések
- 1978 Gépipari Tudományos Egyesület (GTE)
- 1982 Kiváló újító
- 1987 Wroclawi Műszaki Egyetem "Medalem Naukowej Skoly Obróbki Sciernej"
- 1988 Gépipari Tudományos Egyesület (GTE), Egyesületi Érem
- 1990 Gépipari Tudományos Egyesület (GTE), Műszaki Irodalmi díj
- 1993 Egyesületi Érem
- 1995 MTA Szabolcs Szatmár Bereg megyei Tudományos Testülete "Lónyai díj" Emlékérem
- 1996 Kiváló Oktató Diploma, Miskolci Egyetemisták Szövetsége
- 1996 Emlékgyűrű, tiszteletbeli évfolyamtárs, Valétáló Gépészmérnökök
- 1997 Széchenyi professzori ösztöndíj
- 1998 Váci Mihály Érem, Nyírkarász
- 1998 Emléklap Nyírkarász fejlesztéséért, Nyírkarászi Képviselő Testület
- 1999 Emléklap a Miskolci Egyetem Gépészmérnöki Karának 50 éves Jubileuma alkalmából
- 1999 Kolozsvári Műszaki Egyetem tiszteletbeli professzora
- 2000 Erdélyi Magyar Műszaki Tudományos Társaság fejlesztéséért, 10 éves jubileum, Kolozsvár
- 2000 Pro Universitate et Scientia, Magyar Professzorok Világtanácsa
- 2000 Kiváló Oktató Diploma, Miskolci Egyetem Hallgatói Önkormányzata
- 2010 MTA Akadémiai Díj
- 2014 Nyírkarász Község díszpolgára
- 2016 A Magyar Érdemrend tisztikeresztje
- 2020 Fides et vocatio, Erdélyi Múzeum-Egyesület Műszaki Tudományok Szakosztálya, a Szakosztály iránt tanúsított elkötelezettségéért, a fiatalok anyanyelvi műszaki képzéséért való kiállásáért és az FMTÜ elindításában és támogatásában nyújtott értékteremtő tevékenységéért, Kolozsvár
- 2020 A Miskolci Egyetem Kiváló Tudományos Szerzője a 2020. évben kitüntetés Magyar Tudomány Ünnepe alkalmából
- 2021 MAB Emlékérem, Magyar Tudományos Akadémia Miskolci Akadémiai Bizottsága a Magyar Tudomány Ünnepén a tudományos teljesítménye elismeréseként